# Patellapis abessinica
Patellapis abessinica là một loài Hymenoptera trong họ Halictidae. Loài này được Friese mô tả khoa học năm 1916.